# Woolwich (Ontario)
Woolwich es un municipio canadiense situado en la provincia de Ontario.

## Superficie
Woolwich tiene una superficie de 326,56 km².

## Demografía
En 2021, tenía 26 999 habitantes, una densidad poblacional de 82,7 hab./km², y 9556 viviendas.